# 東春病院
東春病院（とうしゅんびょういん）は、医療法人医誠会が愛知県春日井市西高山町に設置する精神科病院。
大規模デイケアセンター、訪問看護ステーション、老健施設を併設している。

## 診療科
- 内科[1]
- 精神科[1]
- 歯科[1]

## 医療機関の認定
- 保険医療機関[1]
- 労災保険指定医療機関[1]
- 指定自立支援医療機関（精神通院医療）[1]
- 精神保健及び精神障害者福祉に関する法律(昭和25年法律第123号)に基づく指定病院又は応急入院指定病院[1]
- 精神保健指定医の配置されている医療機関[1]
- 生活保護法指定医療機関[1]
- 医療保護施設[1]

## 併設施設
- 東春訪問看護ステーション - 精神疾患を抱えた患者への訪問看護を行っている。

- 介護老人保健施設エスペラル東春 - 入所:80人(内認知症専門棟30名),通所リハビリテーション:30人

## 交通アクセス
- JR中央本線「勝川駅」より[2]
  - 名鉄バス「春日井市民病院行」乗車、「高山」停留所より徒歩5分
- 名鉄小牧線「春日井駅」より徒歩15分[2]

## 系列病院
- 医誠会国際総合病院（大阪市北区）
- 摂津医誠会病院（大阪府摂津市）
- 児島中央病院（岡山県倉敷市）
- 茨木医誠会病院（大阪府茨木市）
- 神崎中央病院（滋賀県東近江市）
- 東舞鶴医誠会病院（京都府舞鶴市）
- 橿原リハビリテーション病院（奈良県橿原市）